# KZ-Außenlager Görlitz
Das Außenlager Görlitz war eine Außenstelle des Konzentrationslagers Groß-Rosen in der Stadt Görlitz. Im Volksmund wird das Lager auch als KZ Biesnitzer Grund bezeichnet, obwohl es niemals den Status eines eigenständigen Konzentrationslagers hatte und im Stammlager Groß-Rosen als „Außenlager Görlitz“ geführt wurde. Das Lager existierte von August 1944 bis zum Kriegsende am 8. Mai 1945.

## Vorgeschichte
Die Waggon- und Maschinenbau AG Görlitz (WUMAG) pachtete 1939 das Gelände der ehemaligen Ziegelei Roscher von der Stadt Görlitz, um dort ein Barackenlager für Zwangsarbeiter zu errichten. Zunächst quartierte man dort 300 französische Kriegsgefangene ein. Nach Beginn des Krieges gegen die Sowjetunion inhaftierte man so genannte Ostarbeiter im Lager. Im November 1940 erklärte man die WUMAG zum „kriegswichtigen Unternehmen“. Dies war die Voraussetzung für die Errichtung eines „Zentralen Arbeitslagers“ (ZAL) der Organisation Schmelt Ende April 1943. Zwischen 270 und 350 jüdische Häftlinge aus Oberschlesien arbeiteten bis April 1944 für die WUMAG und wurden nach der Liquidierung des ZAL Görlitz in das KZ-Außenlager Kittlitztreben gebracht. Das ZAL Görlitz sowie 27 weitere Lager der Organisation Schmelt ließ Adolf Eichmann dem KZ Groß-Rosen unterstellen.

## Entstehung und Aufbau des KZ-Außenlagers

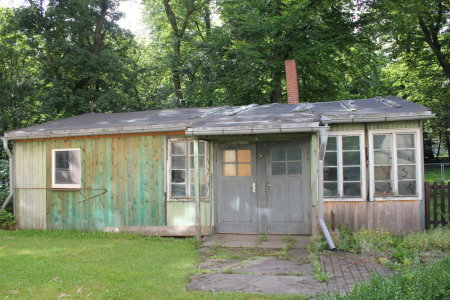
Die ehemalige Krankenbaracke

Die erste Erwähnung fand das KZ-Außenlager Görlitz am 9. Juni 1944 in einem Bericht des SS-Wirtschafts- und Verwaltungshauptamtes. Am 8. August desselben Jahres übernahm Winfried Zunker den Posten des Lagerführers.
Das Lager war umgeben von vier Wachtürmen und einem fünf Meter hohen, elektrisch geladenen Stacheldrahtzaun. Ein weiterer Zaun teilte das Lager in zwei Teile: Der kleinere, südlich gelegene Teil bildete ab September 1944 das Frauenlager und der übrige Teil des Lagers war für die männlichen Gefangenen bestimmt. Das Frauenlager bestand aus drei, das Männerlager aus sechs hölzernen KZ-Baracken.
Eine der beiden Krankenbaracken wurde um 1950 hinter der Pfarrei der Heilig-Kreuz-Kirche wieder errichtet. Sie diente bis in die 1970er Jahre als Jugendhaus der katholischen Kirchengemeinde und steht heute noch an Ort und Stelle.

## Häftlinge
Die Insassen des Lagers stammten zum Großteil aus dem Generalgouvernement bzw. Oberschlesien und Ungarn bzw. der Karpato-Ukraine. Ferner waren auch Rumänen, Deutsche, Griechen, Niederländer und Tschechoslowaken unter ihnen. Im Frauenlager befanden sich bis Februar 1945 ausschließlich 300 Polinnen und Ungarinnen.

### Häftlingstransporte ins Männerlager
- 10. August 1944: 25 Deutsche aus Groß-Rosen
- Mitte August 1944: 225 aus der Slowakei, Nordungarn und der Karpatho-Ukraine über Auschwitz
- Ende August 1944: 400 Männer aus Ungarn über das KZ-Außenlager Fünfteichen
- 18./19. September 1944: 550 Männer aus Litzmannstadt über Auschwitz

### Funktionshäftlinge
Oberster Funktionshäftling war der Lagerälteste Herman Czech – ein deutscher „Krimineller“. Als Lagerkapos amtierten der polnische Jude Jakob Tannenbaum und sein Landsmann Schneebau. Darüber hinaus gab es neun Blockälteste, die jeweils einen Block (Barackenteil) kontrollierten, und Arbeitskapos.

## Lagerleitung und Wachmannschaften
Der zuständige Lagerkommandant für das KZ-Außenlager Görlitz, sowie für die Außenlager Bautzen, Kamenz, Kratzau, Niesky und Zittau, war Erich Rechenberg, der mit seiner Familie in unmittelbarer Nachbarschaft zum Lager in einer Holzbaracke lebte. Rechenberg wurde beim Fronteinsatz bei der Wehrmacht mehrfach verwundet und schließlich nach Auschwitz zur SS versetzt.
Der gelernte Gärtner Winfried Zunker (1917–1946) war seit August 1944 Lagerführer im KZ-Außenlager Görlitz. Bereits 1936 trat er in die SS ein und kämpfte während des Krieges in der Leibstandarte SS Adolf Hitler, bevor er als Büroangestellter bei der Sicherheitspolizei (SiPo) in Breslau arbeitete.
Die Wachmannschaften des Lagers bildeten das 9. SS-Totenkopfbataillon, das sich aus älteren Reservisten und Weltkriegsveteranen zusammensetzte.

## Zwangsarbeit
Zwischen August 1944 und April 1945 arbeiteten bis zu 1.450, meist jüdische Häftlinge in der Görlitzer Waggon und Maschinenbau AG (WUMAG) bzw. bei Dienstleistungsunternehmen, die für die WUMAG tätig waren.
Es gibt auch Vermutungen, wonach etwa 25 Häftlinge auf dem Görlitzer Stadtgut in der Gemeinde Kunnerwitz in der Landarbeit eingesetzt wurden. 25 bis 50 Häftlinge arbeiteten innerhalb des Lagers als Handwerker, Köche und Kutscher.
Die Gefangenen erhielten schlechte Verpflegung und waren immer wieder den Misshandlungen ihrer Wächter ausgesetzt. Die tägliche Arbeitszeit betrug, mit Ausnahme des Sonntags, zwölf Stunden.

## Todesmarsch
Am 11. Februar 1945 befahl NSDAP-Kreisleiter Bruno Malitz, auf Grund des Vorrückens der Roten Armee, die Evakuierung des Lagers. Während dieses Todesmarsches fanden Erschießungen kranker und gehunfähiger Häftlinge statt. Der Marsch führte durch die Dörfer Kunnerwitz, Friedersdorf, Sohland, Lehdehäuser und die Buschschenke nach Berthelsdorf und schlussendlich nach Rennersdorf, wo sie im provisorischen KZ-Außenlager Rennersdorf untergebracht wurden. Ungefähr 25 Gefangene, die aus gesundheitlichen Gründen nicht in der Lage waren, den Marsch anzutreten, erschoss das Wachpersonal noch vor Abmarsch. Etwa 40 Häftlinge blieben in Görlitz zurück.
Malitz ordnete am 8. März den Rückmarsch an, um die verbleibenden Häftlinge für Schanzarbeiten und zur Errichtung von Panzersperren einzusetzen. Am 8. Mai 1945 wurden die Gefangenen durch die sowjetische Armee befreit.
Nach Ende des Krieges wurde in den Prozessen gegen Oberbürgermeister Hans Meinshausen und NSDAP-Kreisleiter Bruno Malitz bekannt, dass das KZ Biesnitzer Grund auch als Hinrichtungsort für sowjetische Kriegsgefangene diente.

## Gedenken
Auf dem Jüdischen Friedhof in Görlitz sind 323 ehemalige Gefangene des Lagers begraben. Für die im KZ ermordeten und auf dem Friedhof bestatteten jüdischen Häftlinge wurde dort 1951 ein Mahnmal eingeweiht.
1959 setzten Schüler und Lehrer der Melanchthonschule einen Gedenkstein, das „Fröbeldenkmal“, zu Ehren der Häftlinge und ihrer Angehörigen. Als Standort wurde ein Platz gewählt, an dem die Häftlinge täglich vorbei marschieren mussten. In den 30 Jahren nach seiner Errichtung, fanden dort mehrere Gedenkfeierlichkeiten und Appelle statt. 2003 wurde das Denkmal restauriert, wobei auch Mittel aus der „Altstadtmillion“ zum Einsatz kamen.
Weitere Gedenkorte für die Opfer des KZ-Außenlagers Görlitz befinden sich in Deutsch-Paulsdorf (an der „Waage“) und auf dem Rennersdorfer Friedhof.

## Einzelbelege
1. ↑  Görlitzer Lokalteil der Sächsischen Zeitung, Sensationelle Entdeckung in der Innenstadt, 26. Januar 2013
2. ↑  Der jüdische Friedhof in Görlitz. Abgerufen am 21. Mai 2013.
3. ↑  Denkmal Biesnitzer Grund. Europastadt Görlitz/Zgorzelec, archiviert vom Original am 17. Juli 2012; abgerufen am 21. Mai 2013.
4. ↑   siehe Görlitzer Sammlungen für Geschichte und Kultur, Kulturhistorisches Museum Görlitz (Hrsg.): Das Wunder der Görlitzer Altstadtmillion, Bonn: Monumente Publikationen 2017, ISBN 978-3-86795-129-6,  Seite 290 (Übersicht über die einzelnen Maßnahmen). "Restaurierung des Denkmals für das ehemalige KZ Biesnitzer Grund und Herstellung einer Inschrift"

Koordinaten: 51° 8′ 32″ N, 14° 57′ 52″ O